# Ján Andrejkovič
Ján Andrejkovič (* 17. července 1934) je bývalý slovenský fotbalista, útočník a obránce, reprezentant Československa. V československé reprezentaci odehrál roku 1958 jedno utkání (přátelský zápas se Sovětským svazem), dvakrát startoval v B mužstvu, jednou v juniorské reprezentaci. V lize odehrál 152 utkání a dal 16 gólů. Hrál za Dynamo Praha (Slavii) (1953–1958, 1960–1961) a Slovan Bratislava (1958–1960).